# 나스 신야
나스 신야(일본어: 奈須 伸也, 1978년 12월 29일 ~ )는 일본의 전 축구 선수이다.

## 구단 경력
과거 방포레 고후, FC 기후에서 활동하였다.